# Dąbrowa Górnicza
Dąbrowa Górnicza é uma cidade da Polônia, na voivodia da Silésia. Estende-se por uma área de 188,73 km², com 120 259 habitantes, segundo os censos de 2018, com uma densidade de 637 hab/km².